# Muxía
Muxía (tiếng Galician: Muxía; tiếng Tây Ban Nha: Mugía) là một đô thị của Tây Ban Nha ở tỉnh A Coruña trong cộng đồng tự trị của Galicia.

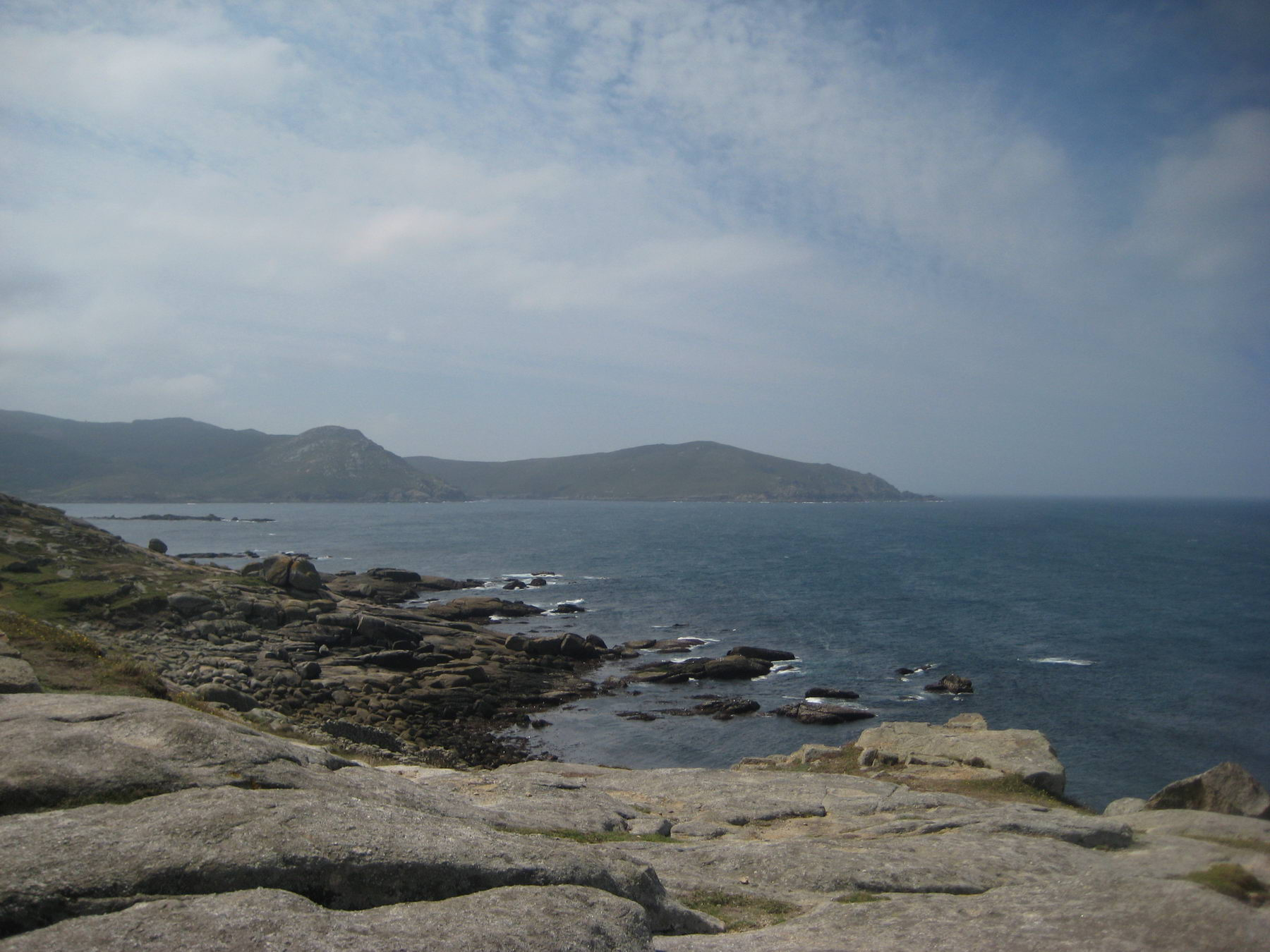
Muxía coastline

## Hình ảnh

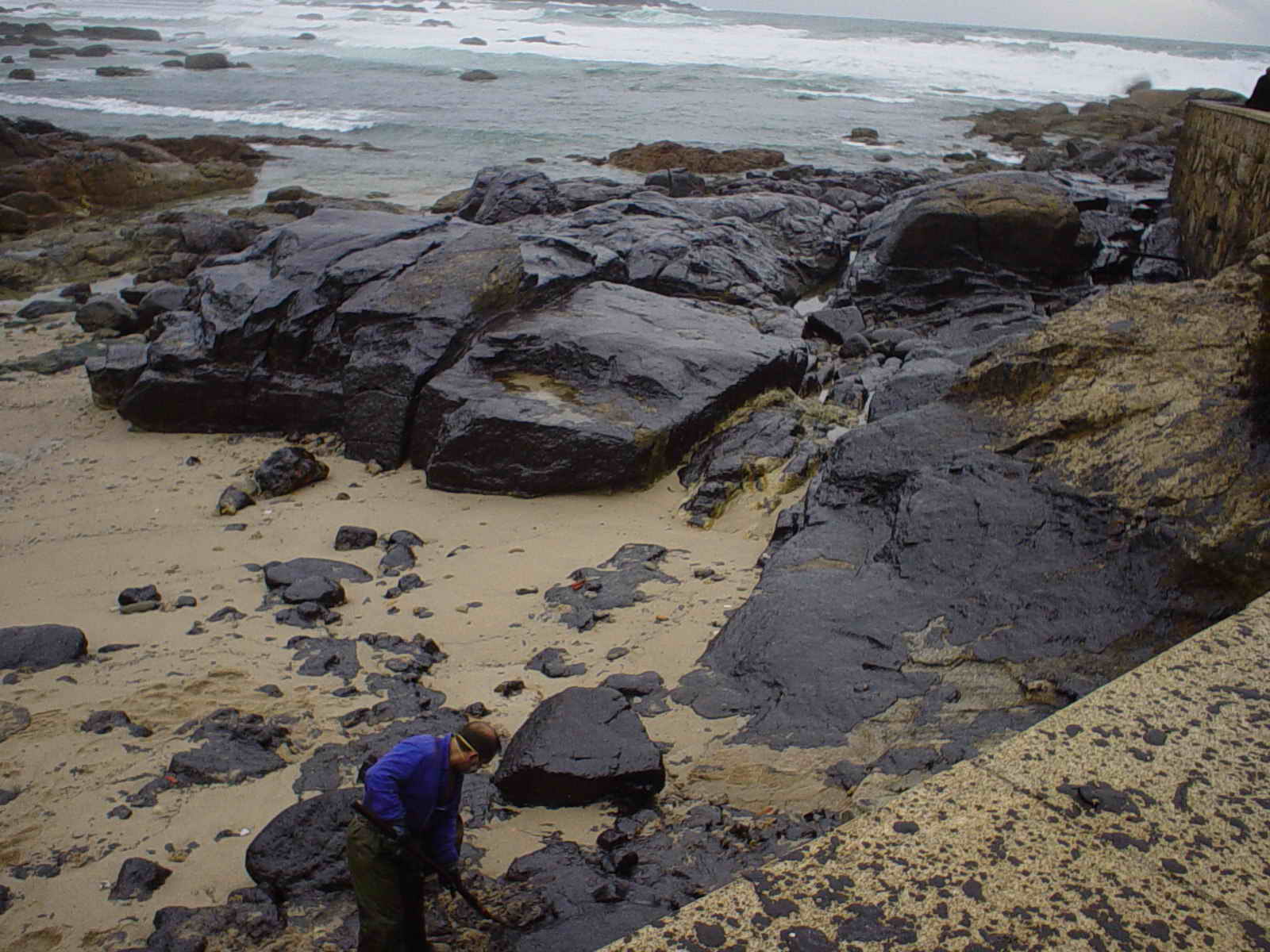
Cleaning up the Prestige oil spill
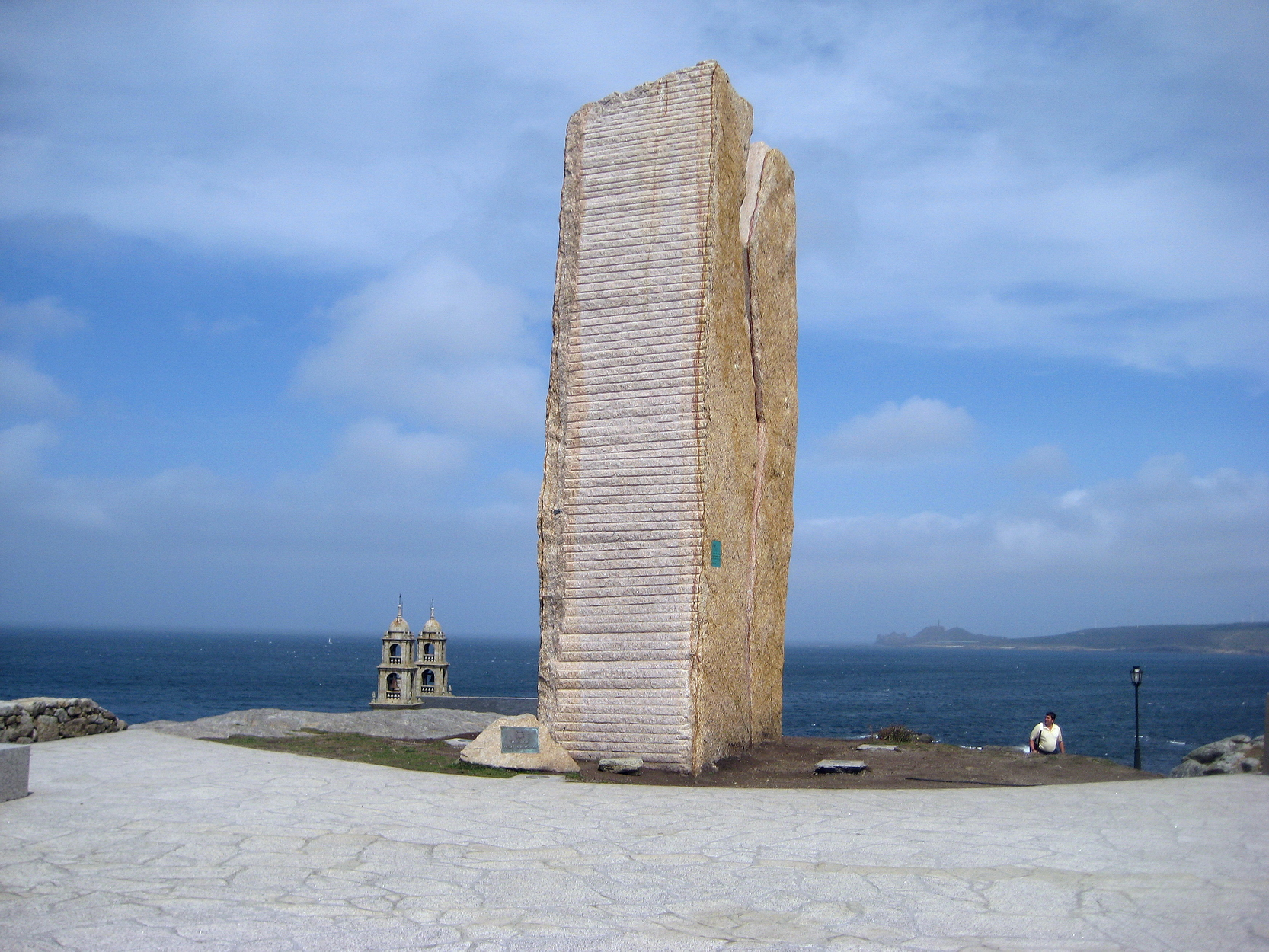
Monument to the Prestige oil spill
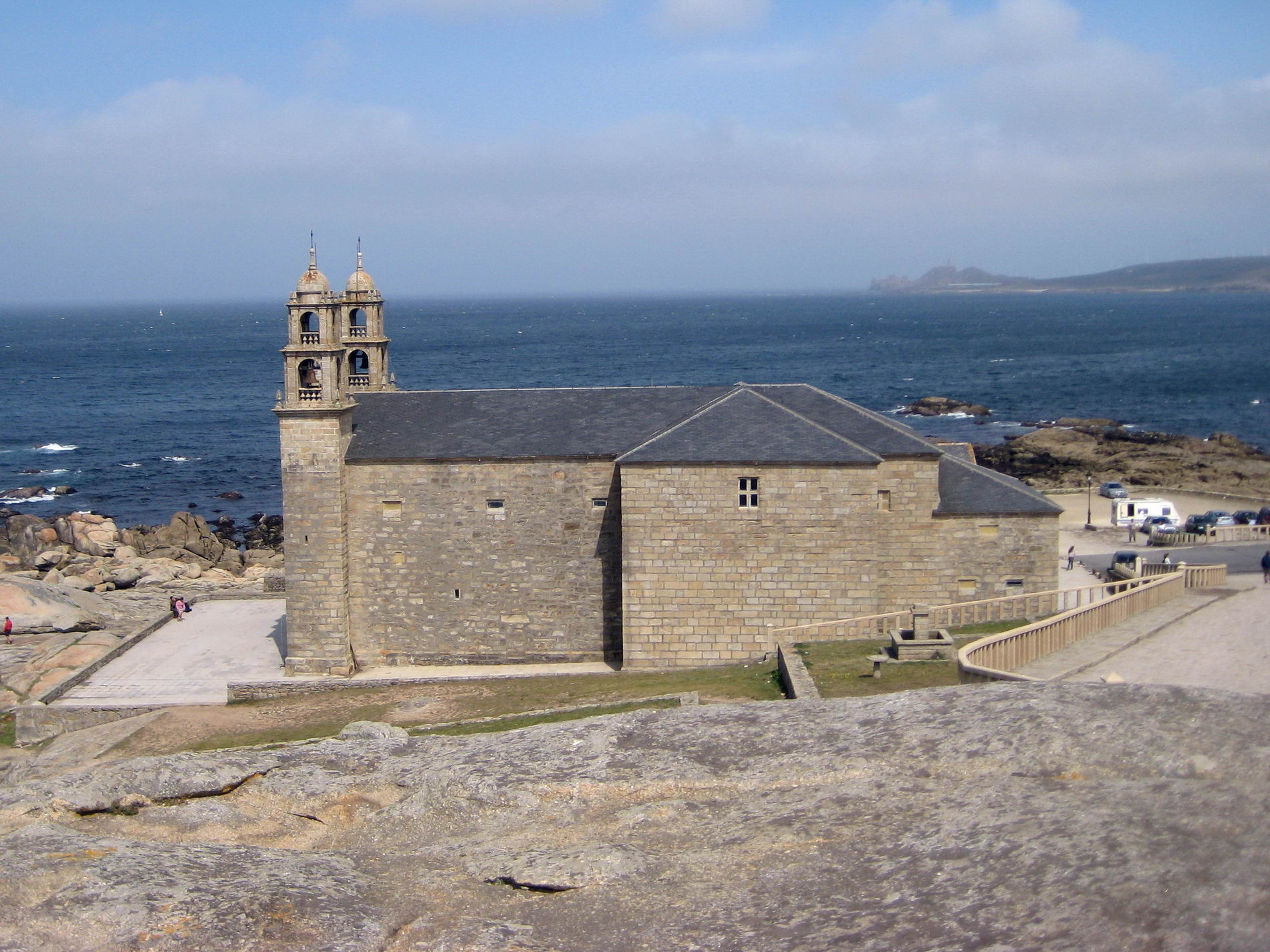
Santa María de Muxía church